# Mikroskop
Et mikroskop bruges til at danne et forstørret billede af et objekt. Ordet mikroskop er sammensat af følgende græske ord: mikrós for lille samt skopein for at betragte.
Der findes følgende kendte typer mikroskoper:
- lysmikroskoper
- elektronmikroskoper
- rasterelektronmikroskoper

I et lysmikroskop bliver lyset der kommer fra objektet afbildet gennem objektiv og okular. Objektivets opgave er at danne et reelt billede, som igennem okularet bliver iagttaget som et forstørret billede af objektet. Forstørrelsen kan omfatte fra en faktor 10 til 10000.
Det for os synlige lys har en bølgelængde på mellem 400 og 700 nm. Derfor kan de mindste objekter, der kan ses med et lysmikroskop, ikke være mindre end 0,3 mikrometer store. Mindre detajler medfører brydningstab og kan ikke afbildes. Som afhjælpning kan bruges ultraviolet lys.

## Galleri
- Laboratory microscope
- Binocular laboratory microscope
- Microscope binoviewers
- Stereo-microscope
- Microscope objectives
- Microscope objectives
- Microscope objectives
- Microscope eyepieces
- Microscope measuring eyepiece
- Stereo-microscope eyepiece
- Microscope eyepiece
- Microscope eyepiece